# 680 Genoveva
Genoveva (asteróide 680) é um asteróide da cintura principal com um diâmetro de 83,92 quilómetros, a 2,2704688 UA. Possui uma excentricidade de 0,2819934 e um período orbital de 2 053,88 dias (5,62 anos).
Genoveva tem uma velocidade orbital média de 16,74939793 km/s e uma inclinação de 17,5947º.
Esse asteróide foi descoberto em 22 de Abril de 1909 por August Kopff.